# Montpellier Agglomération Volley Université Club 2012-2013 (maschile)
Questa voce raccoglie le informazioni riguardanti il Montpellier Agglomération Volley Université Club nelle competizioni ufficiali della stagione 2012-2013.

## Organigramma societario
Area direttiva
- Presidente: Jean-Charles Caylar

Area tecnica
- Allenatore: Arnaud Josserand

## Rosa
| N° | Nome                  | Ruolo | Data di nascita   | Nazionalità sportiva |
| -- | --------------------- | ----- | ----------------- | -------------------- |
| 1  | Carson Clark          | S/O   | 20 gennaio 1989   | Stati Uniti          |
| 2  | Franck Lafitte        | C     | 8 marzo 1989      | Francia              |
| 3  | Vincent Duhagon       | S     | 30 gennaio 1981   | Francia              |
| 4  | Corey Spence          | L     | 1º settembre 1985 | Stati Uniti          |
| 7  | Nicolas Le Goff       | C     | 15 febbraio 1992  | Francia              |
| 8  | Julien Lyneel         | S     | 15 aprile 1990    | Francia              |
| 9  | Jordan Corteggiani    | S/O   | 7 maggio 1991     | Francia              |
| 10 | Philip Schneider      | C     | 23 dicembre 1981  | Austria              |
| 11 | Loïc Le Marrec        | P     | 1º marzo 1977     | Francia              |
| 12 | Romain Di Giantommaso | P     | 25 maggio 1994    | Francia              |
| 13 | Julien Latard         | C     | 1º gennaio 1993   | Francia              |
| 18 | Ludovic Castard       | S     | 18 gennaio 1983   | Francia              |
| 19 | Geoffrey Pauly        | S     | 19 marzo 1993     | Francia              |
| 20 | Alfredo Reft          | L     | 15 dicembre 1982  | Stati Uniti          |